# Аммосовы
Аммосовы (писались также Амосовы и Оммосовы) — древний русский дворянский род.
Дворянский род этой фамилии ведёт свою историю от Василия Аммосова, жившего в начале XVII века.
Род Аммосовых был записан дворянским депутатским собранием в VI часть Дворянской родословной книги Курской губернии Российской империи и утверждён Герольдией Правительствующего Сената в древнем (столбовом) дворянстве.

## Описание герба
На щите, имеющем голубое поле, изображена с правой стороны выходящая из облаков рука в серебряных латах, держащая золотую пику.
На щите дворянский коронованный шлем. Нашлемник: три страусовых пера. Намёт на щите голубой, подложенный золотом. Герб рода Аммосовых внесен в Часть 7 Общего гербовника дворянских родов Всероссийской империи, стр. 128.